# Чемпіонат НДР з хокею 1988—1989
Чемпіонат НДР з хокею 1989 — чемпіонат НДР, чемпіоном став клуб «Динамо» (Вайсвассер) 24-й титул.

## Таблиця
| М  | Команда               | 1С | 2С |
| -- | --------------------- | -- | -- |
| 1. | «Динамо» (Вайсвассер) | 3  | 3  |
| 2. | СК «Динамо» (Берлін)  | 0  | 0  |

Скорочення: М = підсумкове місце, 1С = 1 серія, 2С = 2 серія

### 1 серія
- СК «Динамо» (Берлін) — «Динамо» (Вайсвассер) 1:3
- «Динамо» (Вайсвассер) — СК «Динамо» (Берлін) 9:5
- СК «Динамо» (Берлін) — «Динамо» (Вайсвассер) 1:4

### 2 серія
- «Динамо» (Вайсвассер) — СК «Динамо» (Берлін) 6:2
- СК «Динамо» (Берлін) — «Динамо» (Вайсвассер) 5:6
- «Динамо» (Вайсвассер) — СК «Динамо» (Берлін) 5:3